# Shetangpo (sockenhuvudort i Kina, Hunan Sheng, lat 28,23, long 109,60)
Shetangpo (kinesiska: 社塘坡, 社塘坡乡) är en sockenhuvudort i Kina. Den ligger i provinsen Hunan, i den södra delen av landet, omkring 330 kilometer väster om provinshuvudstaden Changsha. Antalet invånare är 6 778. Befolkningen består av 3 247 kvinnor och 3 531 män. Barn under 15 år utgör 19,0 %, vuxna 15-64 år 66 %, och äldre över 65 år 14,0 %.
Runt Shetangpo är det ganska tätbefolkat, med 199 invånare per kvadratkilometer. Närmaste större samhälle är Qianzhou, 16,6 km nordost om Shetangpo. I omgivningarna runt Shetangpo växer i huvudsak blandskog.
Genomsnittlig årsnederbörd är 1 848 millimeter. Den regnigaste månaden är maj, med i genomsnitt 327 mm nederbörd, och den torraste är januari, med 41 mm nederbörd.